# بوهوسلاوکی
بوهوسلاوکی (به چکی: Bohuslávky) یک منطقهٔ مسکونی در جمهوری چک است که در ناحیه پرروف واقع شده‌است. بوهوسلاوکی ۲٫۸۹ کیلومتر مربع مساحت و ۳۳۷ نفر جمعیت دارد و ۲۹۷ متر بالاتر از سطح دریا واقع شده‌است.